# اچ‌ام‌اس آگاممنون (۱۹۰۶)
اچ‌ام‌اس آگاممنون (۱۹۰۶) (به انگلیسی: HMS Agamemnon (1906)) یک کشتی بود که طول آن ۴۴۳ فوت ۶ اینچ (۱۳۵٫۲ متر) بود. این کشتی در سال ۱۹۰۶ ساخته شد.
متارکه مودروس که بعد از شکست عثمانی در جنگ جهانی اول بین نماینده عثمانی و نماینده انگلستان منعقد شد در این کشتی صورت گرفت.